# Provincia de Oudalan
Oudalan es una de las 45 provincias de Burkina Faso, su capital es Gorom-Gorom.

## Departamentos (población estimada a 1 de julio de 2018)
La provincia está dividida en cinco departamentos:
- Déou 37 881
- Gorom-Gorom 160 890
- Markoye 37 946
- Oursi 22 292
- Tin-Akoff 29 026